# ألبرت ديسينفانس

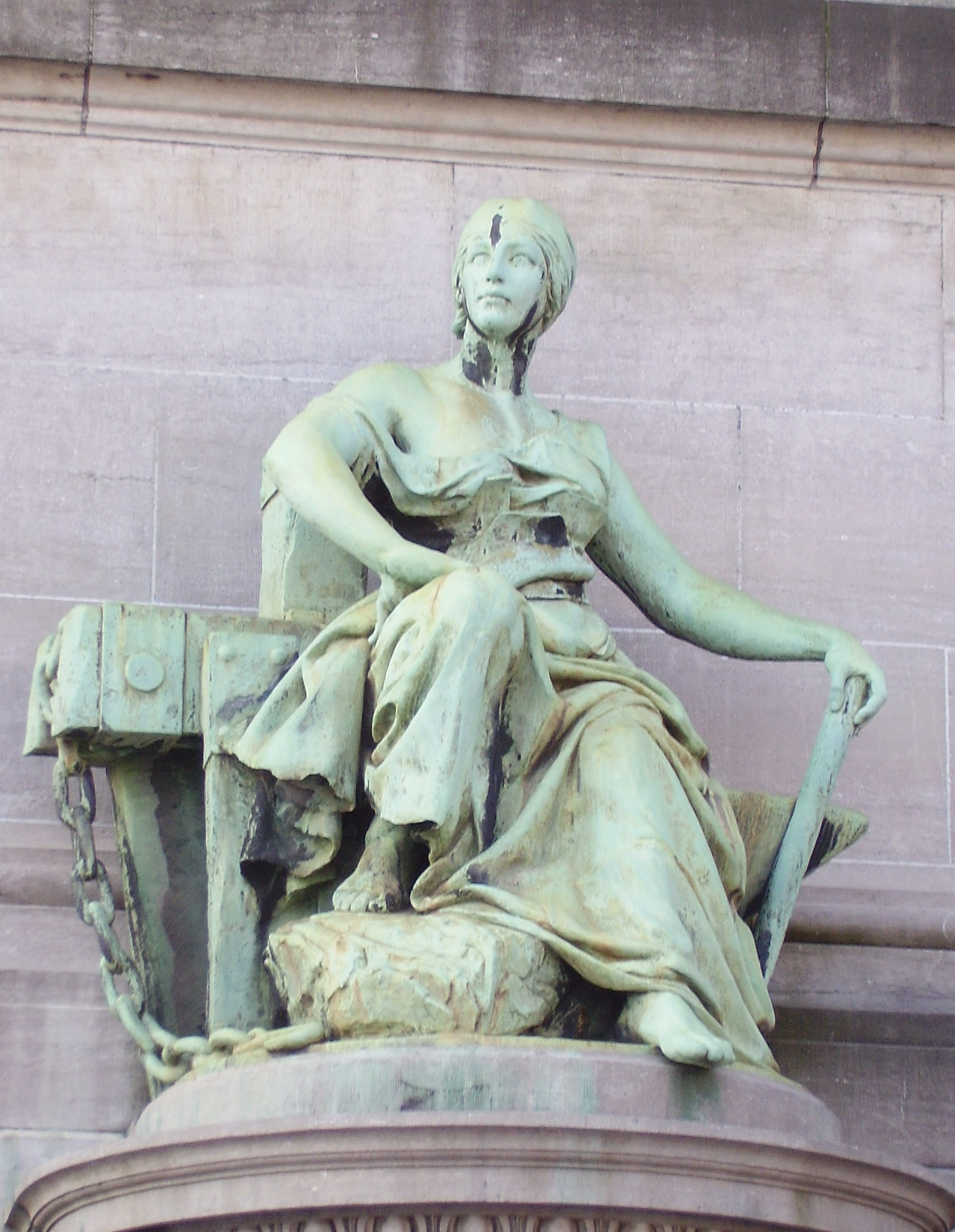
يوجد مجسم هينو في سينكونت ناير في بروكسل

ألبريكت (ألبرت) ديسينفانس ولد في جيناب - بعام 1845 في 24 من يونيو. مات في برينللود -بعام 1938 في 12 من مارس. كان نحات بلجيكي.
درس ديسينفانس تحت إشراف يوجين سيمونيس في الأكاديمية الملكية للفنون التشكيلية في مدينة بروكسل. ومعظم أعماله تتعلق بمشاريع البناء والحدائق العامة الخاصة بالملك ليوبولد الثاني من بلجيكا بين سنة 1870 و1907. أيضًا يوجد شارع سمّي على اسمه في سكاربيك، مسقط رأسه.
تتضمن أعماله على النحو التالي:
- تماثيل برونزية لهينو وليمبورغ في قوس النصر في سينكونت ناير.
- تماثيل (الليل والنهار) في ممر دو نورد في بروكسل.
- العمل في الحديقة النباتية في بروكسل.
- حواء والأفعى (عام 1913) وغيرها من الأعمال في منتزه جوسفات في سكاربيك.